# Обручев, Сергей Владимирович
Серге́й Влади́мирович О́бручев (22 января [3 февраля] 1891, Иркутск — 29 августа 1965, Ленинград) — советский геолог, член-корреспондент АН СССР (1953), лауреат Сталинской премии I степени (1946).

## Биография

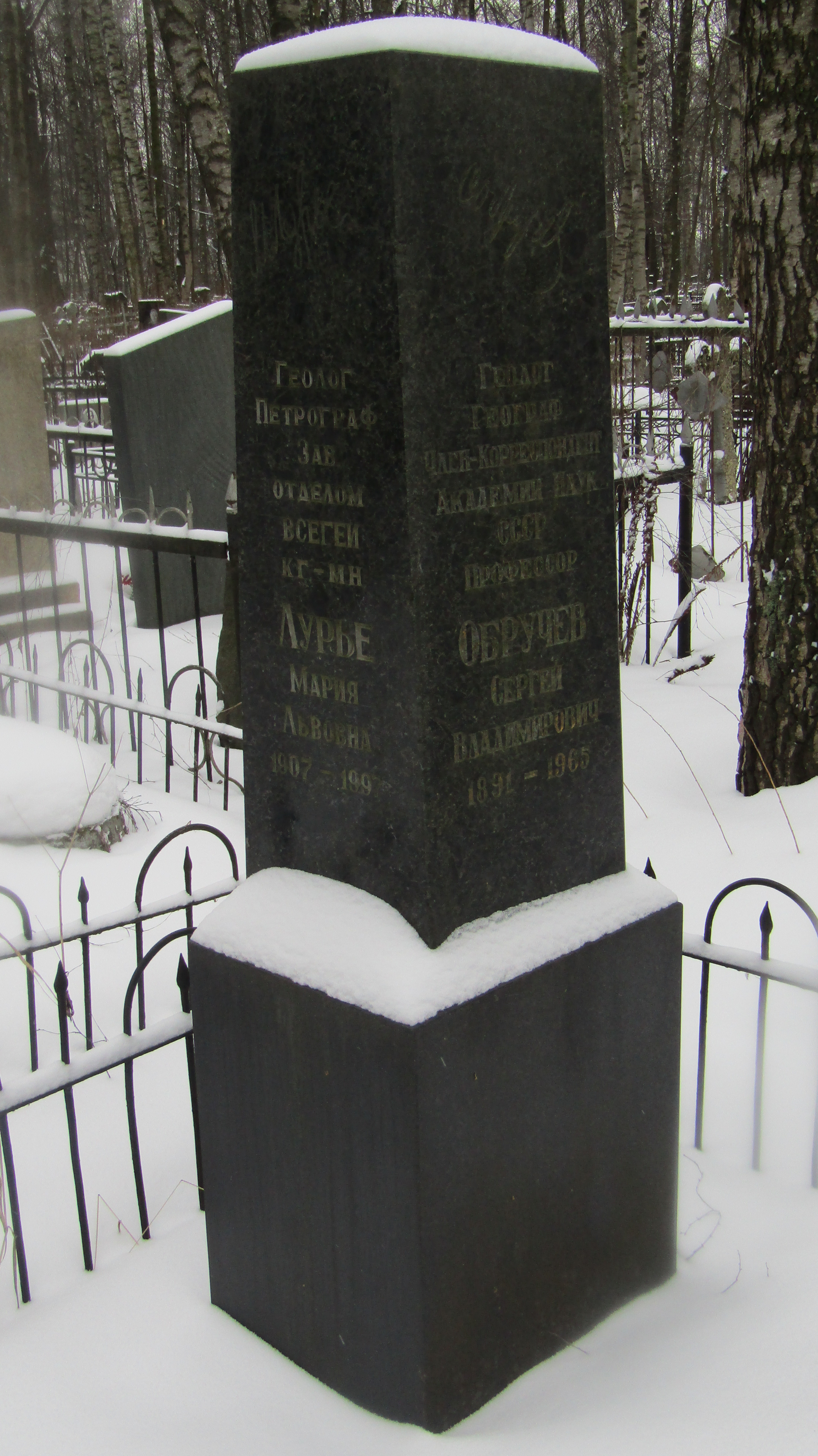
Могила Обручева С. В. Серафимовское кладбище, Санкт-Петербург.

Родился 22 января (3 февраля) 1891 года в Иркутске в семье геолога Владимира Афанасьевича Обручева и Елизаветы Исааковны Лурье (ум. 1933).
С 14 лет принимал участие в экспедициях отца, а в 21 год провёл самостоятельную экспедицию, посвящённую геологической съёмке окрестностей Боржоми.
Окончил Томское реальное училище, а затем физико-математический факультет Московского университета (1915). Был оставлен на кафедре для подготовки к профессорскому званию, но уже спустя два года отправился в экспедицию в район среднего течения реки Ангары. Работая в Геологическом комитете ВСНХ СССР (1917—1929), проводил геологические исследования на Среднесибирском плоскогорье в бассейне реки Енисей, выделил Тунгусский каменноугольный бассейн и дал его описание.
В 1916 году оставлен при геологическом кабинете Московского университета.
C 1916 года адъюнкт-геолог Петрограф Института Lithogaea (в феврале 1918 года национализирован, ныне Всероссийский научно-исследовательский институт минерального сырья имени Н. М. Федоровского). Член правления института.
В 1922 году — начальник геолого-поискового отряда в океанографической экспедиции на острова Шпицберген и Новая Земля.
В 1926—1935 годах изучал почти неизвестные районы Северо-Востока СССР — бассейны рек Индигирки и Колымы (в результате чего была установлена их золотоносность), Чукотский округ. Разработал схемы орографии, геоморфологии, тектонического и геологического строения северо-восточной Азии. В ходе Индигирской экспедиции Геолкома ВСНХ СССР (1926 г.) предложил объединить горные сооружения среднего течения Индигирки и Колымы под названием хребта Черского. Кроме того, в ходе экспедиции Обручев сделал предположение, что полюс холода Северного полушария расположен в Оймяконской котловине. Впоследствии данная гипотеза была подтверждена многолетними метеорологическими наблюдениями, проведенными на метеостанции Оймякон, расположенной в 2-х км от села Томтор.
В 1929—1932 годах работал в Якутской комиссии АН СССР.
В 1932—1941 годах работал во Всесоюзном арктическом институте.
В 1937 году без защиты диссертации ему была присуждена учёная степень доктора геолого-минералогических наук и звание профессора.
В 1941—1950 годах работал в ИГНАН. В 1937—1954 изучал хребты Восточных Саян, Хамар-Дабан и Северо-Восточную Туву. Проводил также исследования по геологии и геоморфологии других районов СССР. В 1941—1945 годах, по совместительству, профессор ИГУ.
С 1950 года работал в Лаборатории геологии докембрия АН СССР, с 1963 года был директором Лаборатории.
Член-корреспондент АН СССР c 23 октября 1953 года — Отделение геолого-географических наук (общая геология).
С. В. Обручев — автор ряда научно-популярных книг, в том числе: «В неведомых горах Якутии» (1928), «На „Персее“ по полярным морям» (1929), «Колымская землица» (1933), «На самолёте в Восточной Арктике» (1934), «В неизведанные края» (1954), «По горам и тундрам Чукотки» (1957), «В сердце Азии» 1965) и др., а также литературоведческого исследования «Над тетрадями Лермонтова» (1965). Составил «Справочник путешественника и краеведа» в 2-х томах (1949—1950). Также С. В. Обручев на основании архивных изысканий обнаружил, что русские поморы освоили Шпицберген в XV веке, по крайней мере на сто лет раньше, чем он был открыт экспедицией Баренца.
Хорошо знал 7 европейских языков, самостоятельно выучил и пропагандировал искусственный язык эсперанто, некоторое время был редактором журнала «La Ondo de Esperanto», с 1957 года возглавлял секцию эсперанто в Доме ученых имени М. Горького в Ленинграде.
Скончался 29 августа 1965 года в Ленинграде, похоронен на Серафимовском кладбище.

## Семья
Жена — Мария Львовна Лурье (в первом браке Цирель-Спринцсон, 1907—1997), кандидат геолого-минералогических наук
- дочь — Татьяна Сергеевна Обручева — выпускница математико-механического факультета ЛГУ, преподаватель математики Национального минерально-сырьевого университета «Горный» (Горный институт).

Братья:
- Владимир Владимирович Обручев (1888—1966) — геолог.
- Дмитрий Владимирович Обручев (1900—1970) — палеонтолог.

## Награды и премии
- Сталинская премия первой степени (1946) — за открытие и геологическое исследование месторождений олова на Северо-Востоке СССР, обеспечившие создание сырьевой базы для увеличения отечественного производства олова[8]
- орден Ленина (1956)
- орден Трудового Красного Знамени (10.06.1945)
- орден «Знак Почёта» (1963)
- медали[9].

## Членство в организациях
- 1919 — Московское общество испытателей природы (МОИП)
- 19?? — Всесоюзное минералогическое общество
- 1941 — Географическое общество СССР — член Совета и председатель Отделения физической географии.

## Память
В честь С. В. Обручева были названы:
- Хребет Сергея Обручева — в районе Хребта Черского[10]
- Полуостров Обручева — на острове Южный архипелага Новая Земля (70°38′ с. ш. 56°37′ в. д.HGЯO)
- Мыс Обручева — в бухте Мака на западном берегу острова Северный архипелага Новая Земля (76°23′ с. ш. 64°32′ в. д.HGЯO)
- Полуостров Обручева — на архипелаге Новосибирские острова
- Горы Обручева (названы в 1961 году) — Чаунский район Чукотки
- Гора Обручева — Охотский район Хабаровского края
- Ручей Сергей — Оймяконский район Якутии
- Ледник Обручева С. В. — Победа (гора), Хребет Черского.

Улицы:
- С. В. Обручева — село Томтор
- Сергея Обручева — город Певек
- Улица Обручевых (С. В. Обручева и В. А. Обручева) — Санкт-Петербург
- Переулок Обручева[какого?] — Старобельск, Луганская обл. Украина[источник не указан 2086 дней]

Ископаемые организмы:
- Entelophyllum obrutschevi Soshkina, 1955 — класс коралловых полипов, нижний силур Сибири.
- Obrutschewia sergeji Tschemyshev, 1945 — класс меростомовых, нижний ордовик бассейна Ангары.
- Autracomya obrutschewi Tschemyshev, 1937 — класс двустворчатых моллюсков, верхний карбон Тунгусского бассейна.
- Angarella obrutschewi Asatkin, 1932 — класс беззамковых брахиопод, ордовик Сибири.
- Cancrinelloides obrutschewi Licharev, 1934 — класс замковых брахиопод, нижняя пермь Северо-Востока России.
- Angarodendron obrutschevii Zalessky, 1918 — отдел плауновидных растений, нижний-средний карбон бассейна Ангары.